# Кругликово (село, Хабаровский край)
Кру́гликово — село в районе имени Лазо Хабаровского края России. Административный центр Кругликовского сельского поселения.

## География
Село Кругликово расположено вблизи железной дороги Хабаровск — Владивосток.
Дорога к селу Кругликово идёт на запад от автотрассы «Уссури» в селе Владимировка, расстояние до трассы около 2 км.
Расстояние до районного центра пос. Переяславка (через Владимировку) около 19 км.

## Население
| 2002 | 2010 | 2011 | 2012 | 2021 |
| ---- | ---- | ---- | ---- | ---- |
| 32   | ↗299 | ↘298 | ↗301 | ↗320 |

Жители занимаются сельским хозяйством.

## Транспорт
К селу примыкает станционный посёлок Кругликово и станция Кругликово Дальневосточной железной дороги.